# Puente de Beringia

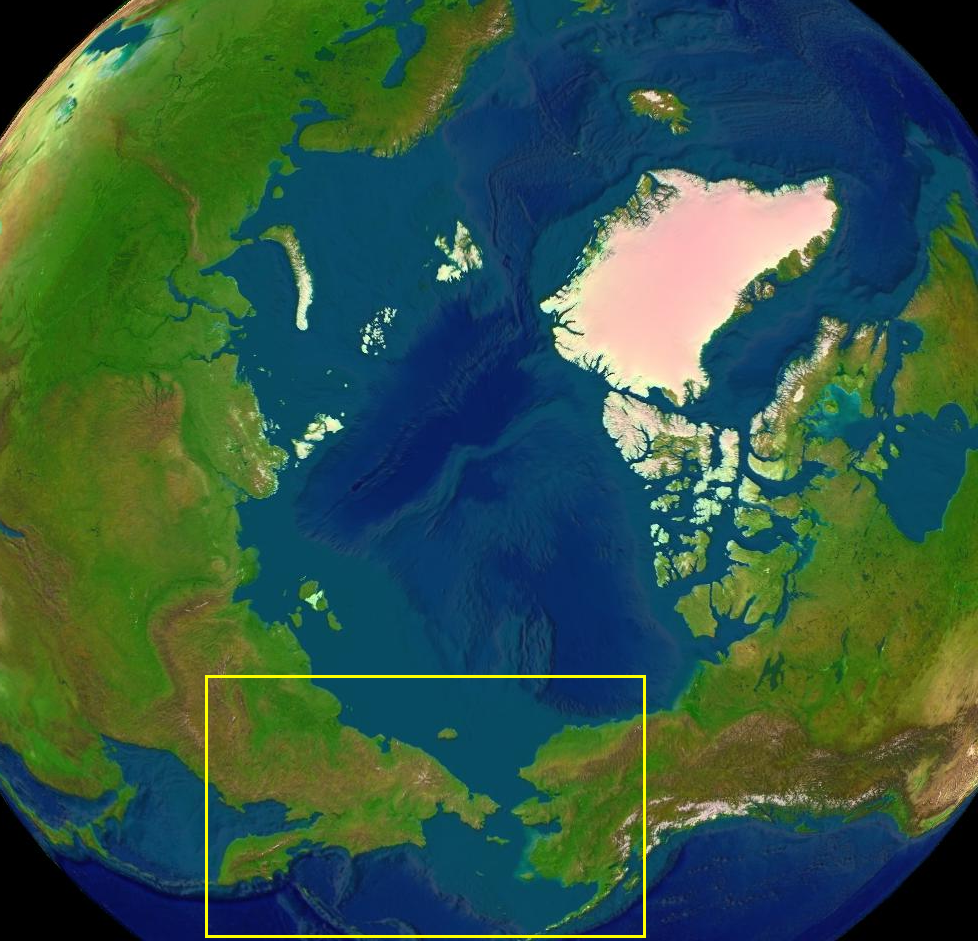
Ubicación de Beringia

Evolución del puente de Beringia

El puente de Beringia, a veces denominado simplemente Beringia, fue un puente de tierra o amplio territorio que abarcaba el extremo oriental de Siberia (Asia), el oeste de Alaska (América) y la mayor parte del actual mar de Bering, el cual se formó en dos períodos durante la última glaciación,  glaciación de Würm o Wisconsin, debido al descenso del nivel de los océanos. La mayor parte del puente estaba donde actualmente se encuentra el estrecho de Bering.
Su primera formación sucedió aproximadamente 40.000 años AP, manteniéndose unos 4000 años. Su segunda formación se produjo aproximadamente 25.000 años AP, permaneciendo hasta aproximadamente 11 000-10 500 AP (Scott A. Elias), cuando volvieron a subir las aguas al final de la glaciación, inundando gran parte del territorio y separando Asia de América por el estrecho de Bering.

## Bering
En rigor, el puente de Bering no se identifica exactamente con el término Bering. Bering es la región, todavía existente, y el puente de Bering es la forma que esa región adoptó entre el año 40.000 AP y el año 11.000 AP.
Bering es una región asiático-americana ubicada dentro del círculo polar ártico, integrada por Alaska, el extremo este de Siberia, el estrecho de Bering y los mares de Bering, y Chukchi. Dentro de Bering se incluyen las islas Aleutianas y la península de Kamchatka.
La región tiene significancia histórica para América debido a que allí se formó en el pasado el puente de Bering, durante un breve período geológico, por el que migraron plantas y animales en ambas direcciones, y probablemente seres humanos que hicieron su ingreso a América durante la última glaciación.
Aunque el puente de Bering haya dejado de existir hace 10 500 años, Beringia como unidad territorial, natural y cultural sigue existiendo hasta el presente. Hoy en día Beringia es una región poblada por antiguas culturas del noroeste de Alaska y el Lejano Oriente Ruso que, aun separados por las aguas y perteneciendo a diferentes continentes, tienen un lenguaje y tradiciones en común y dependen del mismo entorno ambiental.
En la zona aún se encuentran sitios apenas explorados por el ser humano.

## Origen del puente de Beringia

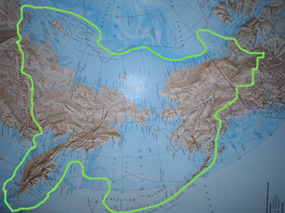
Beringia

Existen sólidas evidencias de que el nivel de los océanos ascendió y descendió varias veces en el pasado. Durante la última glaciación la concentración de hielo en los continentes hizo descender el nivel de los océanos en unos 120 metros. Este descenso hizo que en varios puntos del planeta se crearan conexiones terrestres, como por ejemplo las que existían en Australia con Nueva Guinea y Tasmania; en algunas islas del archipiélago de las Filipinas con algunas de Indonesia; entre Japón y la península de Corea; o entre las islas de Fuerteventura y Lanzarote, en el archipiélago español de Canarias.
Uno de esos lugares fue Beringia. Debido a que el estrecho de Bering, que separa Asia de América, tiene una profundidad de entre 30 y 50 metros, el descenso de las aguas dejó al descubierto un amplio territorio que alcanzó 1500 kilómetros de ancho uniendo las tierras de Siberia y Alaska, hace aproximadamente 40.000 años AP.

Existía en ese entonces un puente terrestre entre Asia y Alaska, que apareció cuando los glaciares del último período glacial estaban en su máximo, aprisionando millones de kilómetros de precipitación que normalmente habrían ido a los océanos. La falta de esa agua redujo el nivel del mar de Bering más de 90 metros, bastantes para convertir los bajos del estrecho en un puente de tierra que unía los dos continentes.

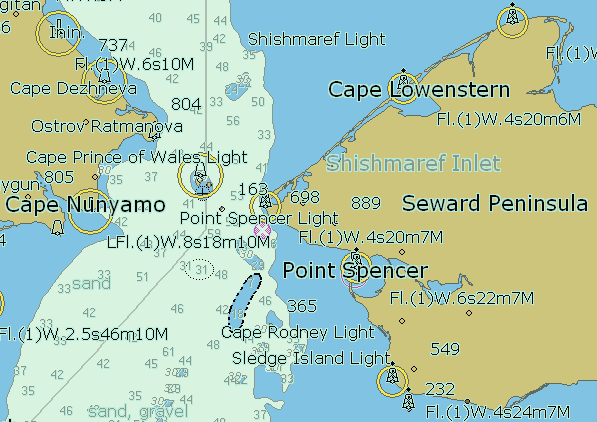
Carta náutica mostrando las profundidades del estrecho de Bering desaparecido durante la época del puente de Beringia

En referencia a los investigadores del puente de Beringia, es necesario nombrar a David M. Hopkins (m. 2001) un geólogo estadounidense que estableció un enfoque multidisciplinario a la paleogeografía e inspiró en cientos de científicos el amor por Alaska. Una reciente biografía lo define como El gigante de Beringia.

## Características geográficas y naturales

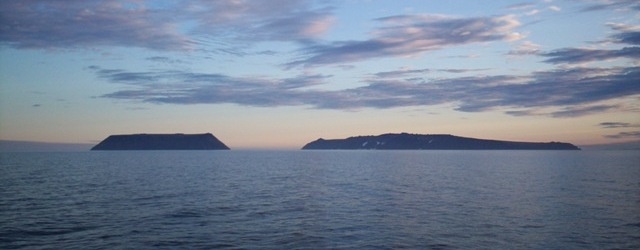
Las islas Diómedes formaron parte del puente de Beringia

El puente de Beringia apareció durante la glaciación de Würm o Wisconsin (80 000 AP - 10 000 AP). Durante aquel período glacial los glaciares avanzaron desde los casquetes polares hasta cerca de los trópicos. En esa zona los continentes se cubrieron de hielo y se congelaron los lagos, lagunas y ríos.
Pese al descenso de la temperatura global del planeta y la cercanía con el polo norte, el puente de Beringia tenía un clima sorprendentemente templado, incluso más cálido del que tiene Beringia en la actualidad, con temperaturas veraniegas superiores a los 10 °C. Se trataba de una gran llanura de campiña de más de 1500 km², fácil de recorrer, limitada por el mar de Bering hacia el sur y el océano Ártico congelado hacia el norte. Extraordinariamente, Beringia no fue invadida por los hielos porque era demasiado seca para que los glaciares se desarrollaran allí.
El puente de Beringia veía transformada constantemente su ecología a medida que el cambio climático afectaba el ambiente, determinando qué plantas y animales serían capaces de sobrevivir. Durante los períodos fríos los glaciares avanzaban y las lluvias se reducían; durante los intervalos cálidos se presentaban nubes, lluvias, nevadas y patrones de drenaje.

## Puente de migraciones

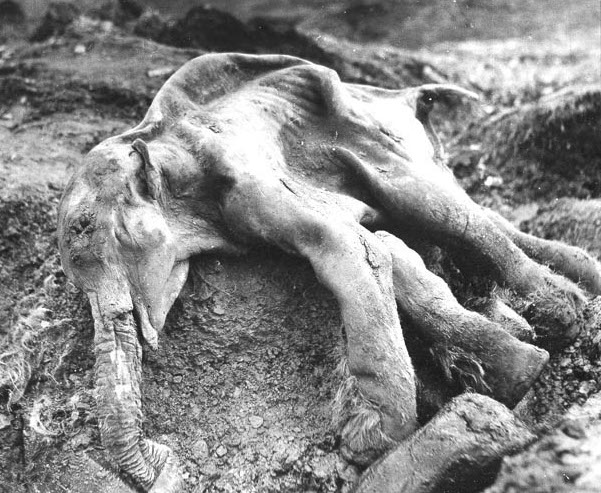
Restos de mamut enano hallados en Beringia

Se encuentra probado que por ese «puente» cruzaron en ambas direcciones plantas y animales. Por esa razón la clásica teoría del poblamiento tardío sostuvo que ese fue el modo en que el ser humano ingresó a América. Sin embargo esta teoría ha sido puesta en cuestión por la teoría del poblamiento temprano, a veces denominada fuera de Bering (out of Bering), al menos como ruta de la primera migración humana. Por otra parte si bien se han realizado gran cantidad de hallazgos fósiles sobre plantas y animales en la zona, no se han realizado hallazgos de restos de seres humanos de antigüedad suficiente como para confirmar la teoría.
Los científicos afirman que el puente de Beringia estuvo en condiciones de ser transitado por hombres y animales durante dos breves período geológicos que duraron unos 4000 años el primero y unos 15.000 años el último.
Los animales terrestres estuvieron en condiciones de migrar en ambas direcciones. Desde Asia cruzaron algunos mamíferos como el león y el guepardo que evolucionaron hacia especies norteamericanas endémicas ya extintas. Desde Norteamérica migraron camélidos que luego se extinguieron allí.
Los restos fósiles muestran que los abetos, abedules y álamos crecieron más al norte de sus límites modernos, indicando que existieron períodos en los que el clima fue más cálido y húmedo. Los mastodontes, que dependían del abeto para su alimentación, eran raros en la tundra seca que caracterizaba al puente de Beringia en los períodos fríos cuando, por el contrario se multiplicaba el mamut.
El puente de Beringia era:

... una extensión de llanuras ondulantes y sin árboles, interrumpida a veces por una cadena montañosa y sembrada de innumerables y pequeños lagos. Casi toda la tierra está anegada; algunas partes consisten en un cenegal alfombrado de musgos y líquenes. Pero hay también vastos trechos de tierra bastante firme, cubiertos de juncias y hierbas de poca altura... Además de especies desaparecidas hoy, como los mamuts y los gatos dientes de sable, en las llanuras abundan los caballos y el caribú, y cerca de las manadas acechan los lobos".

## Teorías sobre la población de Beringia y la entrada a América

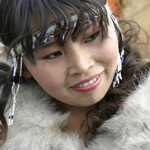
Joven inuit de la Beringia moderna

Durante 19.000 años existió la posibilidad de que las tribus primitivas del Asia pudieran cruzar el puente de Beringia. El primero en componer un posible modelo migratorio de asiáticos hacia América a través de Beringia fue Caleb Vance Haynes en un artículo publicado en la revista Science en 1964.
El dato más importante para establecer una teoría migratoria durante la última glaciación es el hecho de que Canadá estaba completamente cubierta de hielo durante la última glaciación, invadida por dos gigantescas placas: la placa de hielo laurentina y la placa de hielo de la cordillera. Esto hacía imposible la entrada al continente más allá de Beringia.
Se desarrolló entonces una teoría: poco antes de finalizar la última glaciación y que el puente de Beringia se inundara, comenzaron a derretirse los bordes en contacto de las dos grandes placas de hielo que cubrían Canadá, abriendo un corredor libre de hielo de unos 25 km de ancho, que seguía, primero el valle del río Yukón y luego el borde este de las Montañas Rocosas por el corredor del río Mackenzie. Los científicos que sostienen la teoría estiman que esto ocurrió en el 14.000 años AP, aunque otros cuestionan la fecha y afirman que no pudo haber sucedido hasta 11.000 años AP. En ese momento los seres humanos que estaban en Beringia pudieron avanzar hacia el interior de América aunque aún no hay evidencia física que pruebe el hecho en sí. Sin embargo existe el argumento lingüístico de que hay un grupo o protofamilia común de lenguas repartido entre Siberia, Canadá y las Montañas Rocosas: las lenguas dené-yeniseicas.
Esta teoría se articuló con los descubrimientos de la cultura Clovis que databan del año 13.500 AP para concluir que había sido integrada por los primeros migrantes que ingresaron por el puente de Beringia, de la que a su vez habrían descendido todas las demás culturas indoamericanas.
Esta explicación conocida actualmente como teoría del poblamiento tardío o Consenso Clovis, fue aceptada en forma generalizada durante la mayor parte de la segunda mitad del siglo XX. Una investigación de la Universidad de Copenhague, sugiere que el llamado corredor libre de hielo se convirtió en habitable por los humanos sólo hace 12.600 años, esto es casi 1000 años después de la formación de la cultura Clovis, lo que significa que los primeros americanos no pudieron penetrar al continente desde Alaska por el corredor libre de hielo canadiense, sino que tanto los grupos que desarrollaron la cultura Clovis, como también las culturas pre-Clovis, migraron a través de la ruta costera, por el litoral Pacífico.
Así, se ha fortalecido la posibilidad de que los pobladores de América provenientes de Beringia utilizaran una ruta alternativa hacia el sur bordeando la costa. Debido al descenso del nivel del océano esa posible ruta se encontraba al oeste de la actual costa norteamericana y en el presente está cubierta por las aguas del océano Pacífico, complicando los estudios arqueológicos. En un reciente estudio submarino se encontró una herramienta de piedra de una antigüedad de 10.000 años AP a una profundidad de 53 metros.
Algunas muy antiguas dataciones de presencia humana en América como las de Monte Verde (Chile) fechadas en 14.500 Antes del Presente, (con otra datación propuesta por Dillehay pero no aceptada de 33.000 AP), Topper (EE. UU.) de 16.000 años atrás, los rastros aún no corroborados por la mayoría ortodoxa de científicos en Brasil (Pedra Furada, posiblemente -30.000 AP) Uruguay (Arroyo del Vizcaíno), -29kbp, y Argentina (Antofagasta de la Sierra, Catamarca), -40kbp, son incluso anteriores a la última formación del puente de Beringia y, de confirmarse, estarían sugiriendo rutas distintas y quizás alternativas para el poblamiento de Sudamérica.